# Ceny Apollo
Ceny Apollo jsou ceny české hudební kritiky, kladoucí si za cíl zvýšit povědomí o kvalitní české populární hudbě a zároveň ocenit ty interprety, kteří si to opravdu zaslouží. Zakládajícími členy cen byli v roce 2011 hudební publicisté Pavel Kučera, Marek Gregor a Tomáš Tenkrát. Od roku 2014 je výhradním organizátorem a producentem cen Pavel Kučera. 

## Hlasování
Úkolem tzv. široké poroty cen Apollo, kterou každoročně tvoří více než sedm desítek oslovených hudebních publicistů, kritiků a dramaturgů, je každý rok začátkem prosince vybrat sedm nejlepších hudebních nahrávek z období za listopad předchozího roku až listopad stávajícího roku. Tyto se později ucházejí o cenu Apollo, o jejímž vítězi rozhoduje na jaře následujícího roku desítka zvolených kritiků z prvního kola, tzv. úzká porota. V cenách Apollo nehlasují zástupci gramofirem ani samotní hudebníci, nejsou-li současně aktivními hudebními publicisty.  

## Ocenění
Vítěz ceny Apollo získával v prvních letech udílení šek na 60 000 korun od Ochranného svazu autorského a sošku Apollo od designéra Maxima Velčovského, jejímž zhotovitelem je umělecký sochař Jan Jaroš. V posledních letech vítěz ceny získává šek na 20 000 korun od společnosti Intergram. 

## Nové kategorie
Od roku 2022 se cena Apollo udílí ve dvou kategoriích, a to Album roku a Singl roku. Za rok 2021 byla jedinkrát udělena také cena v kategorii Inovace v hudbě, ta byla však hned následujícího roku zrušena. Ceny Apollo se nyní tedy udílejí ve dvou kategoriích, a to Album roku a Singl roku. 

## Vítězové ceny Apollo
Historicky prvním laureátem ceny Apollo se stal pražský hudebník Bonus za své album Náměstí míru. Cena mu byla předána během slavnostního večera 19. ledna 2012 na Nové scéně Národního divadla v Praze. Druhým držitelem ceny Apollo se stal Boris Carloff za album The Escapist (rok 2012). Cenu si převzal na slavnostní udílení, které se uskutečnilo 6. února 2013 v pražském klubu SaSaZu. Třetí cenu Apollo za rok 2013 získali 5. února 2014 v pražském klubu La Loca krnovští Bratři Orffové za album Šero. Cenu za rok 2014 si v pražském klubu Podnik převzal Adrian T. Bell s albem Different World. V roce 2016 se pak cena Apollo poprvé předávala v pražském klubu Royal, kde zvítězili Please The Trees s albem Carp. Držitelem Apollo 2016 se opět v pražském klubu Royal stal hudebník dné za album These Semi Feelings, They Are Ewerywhere. Loni se držitelem ceny stala táborská dvojice Kalle, která si ocenění převzala v pražském Paláci Akropolis. Výhercem ceny se za rok 2018 stali v pražském MeetFactory Čáry života s deskou Stínítko. V roce 2019 se v stal vítězem rapper Hugo Toxxx s albem 1000, který si cenu převzal v pražském klubu Roxy, zatím poslední vítězkou ceny Apollo byla v roce 2021 písničkářka Amelie Siba za album Dye My Hair, udílení proběhlo rovněž v Roxy. Vítězkou kategorie Album roku se za rok 2021 stala v pražském klubu Distrikt7 zpěvačka Annet X: za své album Až budu velká, chci být Aneta Charitonová. V kategorii singl roku zvítězila rapperka Helwanna s písní Das Leben feat. Arleta. Za Inovaci byla oceněna skupina Bert & Friends. Cenu za Album roku 2022 si z pražského klubu Bike Jesus odnesl Lazer Viking s albem Tunnel Vision. Singlem roku 2022 byla vyhlášena píseň 7teen od hudebníka mat213. Albem roku 2023 byla v Lucerna Music Baru oceněna Anna Vaverková se svým debutovým albem Pozdravy z polepšovny. Singl roku 2023 podle poroty nahrál projekt Nivva pod jménem Sirens.  

## Nominace a vítězové ceny Apollo

### 2011
- Bonus: Náměstí míru
- Dikolson: The Bear Is Sleeping Now
- Floex: Zorya
- David Koller: Teď a tady
- Midi lidi: Operace „Kindigo!“
- Prince Of Tennis: Urbi And Orbi
- Tata Bojs: Ležatá osmička

### 2012
- Boris Carloff: The Escapist
- Lenka Dusilová: Baromantika
- Charlie Straight: Someone With a Slow Heartbeat
- Květy: Bílé včely
- The Prostitutes: Deaf to the Call
- Umakart: Vlci u dveří
- Zrní: Soundtrack ke konci světa

### 2013
- Dan Bárta & Illustratosphere: Maratonika
- Bratři Orffové: Šero
- Houpací koně: Everest
- Ille: Ve Tvý skříni
- Kittchen: Radio
- Never Sol: Under Quiet
- Prago Union: Vážná hudba

### 2014
- Adrian T. Bell: Different World
- Boris Carloff: Morphosis
- Lenka Dusilová & Baromantika: V hodině smrti
- DVA: Nipomo
- Kieslowski: Mezi lopatky
- Sklenik: Champagne Cork Pop
- Zrní: Následuj kojota

### 2015
- Please The Trees: Carp
- Boy Wonder & The Teen Sensations: Radical Karaoke
- Kittchen: Kontakt
- Klara.: Home
- David Koller: ČeskosLOVEnsko
- Květy: Miláček slunce
- Tata Bojs: A / B

### 2016
- dné: These Semi Feelings, They Are Everywhere
- Kovadlina: Životy těch druhých
- Lazer Viking / Sabreheart: Flesh Cadillac
- Lenny: Hearts
- Midi lidi: Give Masterpiece A Chance!
- Prago Union: Smrt žije
- Priessnitz: Beztíže

### 2017
- Kalle: Saffron Hills[1]
- Cold Cold Nights: (The) Last Summer
- Fiordmoss: Kingdom Come
- J.A.R.: Eskalace dobra
- Kapitán Demo: Bez klobouku Boss
- Role: Rána
- Wild Tides: Sbohem & šáteček

### 2018
- Čáry života: Stínítko[2]
- Floex & Tom Hodge: A Portrait Of John Doe
- Manon Meurt: MMXVIII
- Tomáš Palucha: Čaro
- Povodí Ohře: Povodí Ohře
- Pris: Naše večery
- WWW: Neutopíš se dvakrát v téže řece

### 2019
- Vojtěch Dyk: D.Y.K.
- Hugo Toxxx: 1000

- Khoiba: Khoiba
- Margo: First I Thought Everyone's Staring at Me but Then I Realized Nobody Cared – All the Creatures I Met Sitting on the Back Seat and How to Deal with What I've Learnt
- Vladimír Mišík: Jednou tě potkám
- Vypsaná fiXa: Kvalita
- Zvíře jménem podzim: Září

### 2020
- Amelie Siba: Dye My Hair
- Dukla: Honza
- Lenka Dusilová: Řeka
- Květy: Květy Květy
- Povodí Ohře: Dva trámy na kříž
- Tata Bojs: Jedna nula
- teepee: Where the Ocean Breaks

### 2021
Album roku
- ±0: Nový zprávy žádný
- Annet X: Až budu velká, chci být Aneta Charitonová
- něco něco: Útržky
- post-hudba: Svět na konci roku nula
- Michal Prokop & Framus Five: Mohlo by to bejt nebe
- Amelie Siba: Love Cowboys
- David Stypka & Bandjeez: Dýchej

Singl roku
- Aid Kid: Four Track Recorder
- Annet X: Bylo nebylo
- Arleta: Styl
- Calin a Kvítek: Tiká
- Hellwanna: Das Leben feat. Arleta
- Midi Lidi: Láska není švédský stůl
- Mutanti hledaj východisko: Čau Čau Čau

Inovace v hudbě
- Aid Kid
- Bert & Friends
- Martin Kyšperský (za projekt 29/2)
- Mňága & Žďorp (přístup k online koncertování v roce 2021)
- Nivva
- Oliver Torr
- Ursula Sereghy

### 2022
Album roku
- 58G: City Park
- Cold Cold Nights: Ten Years Later
- Dunaj: Za vodou
- Lazer Viking: Tunnel Vision
- Ondřej Galuška: Stručný úvod do filosofie marnosti
- Tamara: Anderson
- Tomáš Niesner: Bečvou

Singl roku
- Anna Vaverková: Roztomilá Holka
- Calin: Hannah Montana
- Marie Kieslowski: Je všechno dobrý?
- Martin Kyšperský a Aleš Pilgr: Basketbal
- mat213: 7teen
- Lazer Viking: Gibber Gabber
- Smack: Další rok

### 2023
Album roku
- Petra Hermanova: In Death´s Eyes
- Jakub König: Hvězdy
- November 2nd: November 2nd
- Ohm Square: /0
- Pam Rabbit: I Love The Internet
- Anna Vaverková: Pozdravy z polepšovny
- Yasha 96: Filip

Singl roku
- Annet X / Nobody Listen: Jenom tak
- J.A.R.: Poslední rváč
- Jakub König: Hvězdy
- Nivva: Sirens
- November 2nd: All Comes Down
- Ohm Square: Happy?
- Yasha 96: Go Down feat. Melis